# Langages de vérité
 (novembre 2023).
Langages de la vérité est un recueil d’essais de Salman Rushdie. Il a été publié en mai 2021 par Random House en anglais, et chez Actes Sud en 2022 pour l’édition en français.

## Vue d’ensemble
Le livre comprend des textes écrits entre 2003 et 2020, dont beaucoup n’ont jamais été imprimés auparavant et abordent différents sujets tels que la narration, la littérature, la culture, les mythes, la langue, l’immigration, la migration et la censure.

Rushdie commence le livre par une phrase : 

« Avant qu’il n’y ait des livres, les histoires existaient déjà. »

… et réfléchit à l’art de raconter des histoires et à sa recherche individuelle d’un récit. Un voyage qui l’a emmené au-delà du réalisme afin de créer des univers magiques de réalités alternatives. Dans ce livre, Salman Rushdie célèbre le potentiel des histoires en tant que catalyseurs pour nourrir l’imagination. Il suggère que les adultes perdent une partie de l’admiration que les enfants éprouvent pour les histoires répétées dont ils tombent amoureux.
Langages de vérité se penche sur les romans et les romanciers, allant de Léon Tolstoï à Philip Roth, Miguel de Cervantes et Samuel Beckett à Kurt Vonnegut. Il y a aussi quelques textes sur des peintres comme Amrita Sher-Gil et Bhupen Khakhar, ainsi que quelques mentions sur des réalisateurs comme Federico Fellini ou Danny Boyle.

Dans une interview à propos de son livre avec Amanpour & Company, Rushdie dit :

J’ai grandi en Inde, au lendemain de l’Empire britannique, et ce que les Britanniques ont dit aux gens était la vérité sur cet événement, mais s’est très rapidement avéré être quelque chose de très différent de la vérité. Je veux dire, je me souviens qu’en Inde, quand j’étais enfant, les livres d’histoire passaient de ceux que les Britanniques avaient laissés derrière eux à ceux qui avaient été écrits après l’indépendance ; et les gens qui avaient été auparavant qualifiés de méchants étaient maintenant décrits comme des héros, en raison de leur rôle dans la lutte pour l’indépendance. La vérité est donc une bataille, et peut-être jamais autant qu’aujourd’hui.

## Réception
Languages of Truth a été présélectionné pour le prix « PEN/Diamonstein-Spielvogel pour l’art de l’essai ».
Dans une critique tiède pour The New York Times, Dwight Garner a décrit le livre comme « un mouvement défensif de roque », se référant à la suggestion de l’auteur selon laquelle le tournant de la culture littéraire d’une écriture imaginative remplie de brio vers les plaisirs plus humbles de « l’autofiction » est la raison de l’incompréhension et du mauvais traitement de ses œuvres. Garner compare le livre à l’un des précédents livres de Rushdie, Imaginary Homelands, en disant : « À l’époque, Rushdie écrivait de la non-fiction pour des éditeurs, pas pour des fondations et des collèges », et bien qu’à l’époque « il n’était pas un critique majeur », il était « un critique fort ». Garner poursuit en concluant : « Si ses arguments sur l’état de la fiction dans Languages of Truth ne convainquent pas, au moins sont-ils de véritables signes de vie. »
Paul Perry, dans The Independent, a décrit le livre comme intéressant, engageant et divertissant, mentionnant que beaucoup d’essais ont été présentés sous forme de conférences et que « même s’ils ont été révisés pour l’impression, ils conservent une sorte de légèreté érudite dans leur ton ».